# Iustin Marchiș
Iustin Marchiș (n. 4 iunie 1951,  satul Calna, comuna Vad, județul Cluj) este un ieromonah ortodox român cu rangul monastic de protosinghel, care a devenit cunoscut în România după 1990, ca reputat teolog și duhovnic. În prezent este preot la Biserica Stavropoleos din București, unde o comunitate monastică este actualmente în formare.

## Biografie
A studiat teologia la Facultatea de Teologie Ortodoxă din Sibiu (1970-1974). A fost tuns în monahism la Mănăstirea Cozia pentru care fost hirotonit diacon și apoi ieromonah. Ca muzeograf al mănăstirii, Marchiș s-a ocupat de protejarea patrimoniului său artistic și liturgic. 
La sfârșitul anului 1981 a fost transferat la Catedrala Patriarhală (București) și apoi numit preot la Mănăstirea Căldărușani. Din 1982 până în 1991 a fost stareț la Mănăstirea Cheia (Prahova).
Din toamna anului 1991 este preot paroh la Biserica Stavropoleos din București unde contribuie decisiv la renașterea vieții liturgice și comunitare. Inițiază lucrările de restaurare ale așezământului Stavropoleos, fondat în anul 1724. A înființat Grupul Psaltic Stavropoleos, Fundația Stavropoleos și Centrul Social pentru Copii „Sf. Dimitrie”. A redobândit și restaurat în condiții excepționale clădirile anexă ale Bisericii. Aici se regăsesc astăzi chiliile măicuțelor, trapeza, biblioteca, colecția de icoane și obiecte bisericești, toate restaurate și puse în valoare la cele mai înalte standarde muzeale.
În  martie 2008, prin strădaniile Părintelui Iustin Marchiș, așezământul a redevenit Mănăstirea Stavropoleos. În prezent, trăiesc la Mănăstirea Stavropoleos  șase monahii și un preot duhovnic. 
A editat și a fost coautor al monografiilor Stavropoleos - ctitorie, oameni, fapte (Ed. Humanitas, București, 2000) și Stavropoleos - ortodoxie, artă, comunitate (Ed. Meridiane, București, 2002). A redactat numeroase articole, teologice și referitoare la viața creștină în cetate, și a oferit interviuri pentru presa română și străină.

## Activitate civică
- În ianuarie 1990 a fost membru al Grupului de reflecție pentru înnoirea Bisericii.
- Între 1990-2006 a fost membru al Grupului pentru Dialog Social.

## Distincții
A fost decorat în decembrie 2000 cu Ordinul național Steaua României în grad de Cavaler „pentru slujirea cu cinste, evlavie și dragoste de oameni a cuvântului lui Dumnezeu”.

## Controverse
În august 2007 Iustin Marchiș a fost acuzat că ar fi colaborat cu fosta Securitate. CNSAS n-a putut proba existența unui angajament scris. Iustin Marchiș a recunoscut că a scris 4 note informative privind vizitele unor oaspeți străini la Mănăstirea Cheia, așa cum era obligat să o facă în calitate de stareț al mănăstirii.  
Iustin Marchiș a furnizat publicului „două note informative” scrise către Departamentul de Relații Externe al Bisericii Ortodoxe Române. Conținutul acestora prezintă, în termeni neutri, vizite și discuții avute cu unii dintre turiștii străini ai Mănăstirii Cheia.

## Publicații

### Autor
- Mănăstirea Cheia, monografie, București, 1989
- Stavropoleos, monografie în limba engleză, București, 2005

### Editor și coautor
- Stavropoleos – ctitorie, oameni, fapte, monografie, Humanitas, București, 2000
- Stavropoleos – ortodoxie, artă, comunitate, monografie, Meridiane, București, 2002